# Alphabet russe
Cette page contient des caractères spéciaux ou non latins. S’ils s’affichent mal (▯, ?, etc.), consultez la page d’aide Unicode.

L'alphabet russe en lettres capitales

L’alphabet russe est une des variantes de l’alphabet cyrillique. Celui-ci fut officiellement introduit dans la principauté de Kiev (Rusʹ de Kiev) au temps de sa conversion au christianisme vers 988. Des fouilles entreprises en 1949 dans un kourgane dans la localité de Gnyozdovo en Russie ont néanmoins mis au jour une inscription sur une kortchaga datant du milieu du Xe siècle,,.
L'alphabet russe moderne compte 33 lettres. Il a été défini en 1917, date à laquelle quatre lettres ont été abandonnées. Par ailleurs, un certain nombre de lettres étaient déjà tombées en désuétude à partir du XVIIIe siècle.
Cet article traite uniquement de l'utilisation de l'alphabet cyrillique pour la langue russe.

## L’alphabet
| L'alphabet russe lu |
|                     |

L’alphabet russe se présente comme suit :
| Majuscule                                     | Minuscule | Écriture cursive scolaire | Nom                           | Ancien nom[N1]                                     | API            | Ordre |
| --------------------------------------------- | --------- | ------------------------- | ----------------------------- | -------------------------------------------------- | -------------- | ----- |
| А                                             | а         |                           | А /ɑ/                         | азъ /az/                                           | /a/            | 1     |
| Б                                             | б         |                           | бэ /bɛ/                       | буки /buki/                                        | /b/            | 2     |
| В                                             | в         |                           | вэ /vɛ/                       | вѣди /vedi/                                        | /v/            | 3     |
| Г                                             | г         |                           | гэ /gɛ/                       | глаголь /glagolʲ/                                  | /g/            | 4     |
| Д                                             | д         |                           | дэ /dɛ/                       | добро /dobro/                                      | /d/            | 5     |
| Е                                             | е         |                           | Е /jɛ/                        | есть /jestʲ/                                       | /ye/           | 6     |
| Ё                                             | ё         |                           | Ё /jɔ/                        | –                                                  | /yo/           | 7     |
| Ж                                             | ж         |                           | жэ /ʒɛ/                       | живѣте /ʒɨvjetʲje/                                 | /j/            | 8     |
| З                                             | з         |                           | зэ /zɛ/                       | земля /zʲjemlʲja/                                  | /z/            | 9     |
| И                                             | и         |                           | И /iː/                        | иже /iːʒɛ/                                         | /i/            | 10    |
| Й                                             | й         |                           | И краткое /iː kratkoje/       | –                                                  | /y/            | 11    |
| К                                             | к         |                           | ка /ka/                       | како /kako/                                        | /k/            | 12    |
| Л                                             | л         |                           | эль /ɛlʲ/                     | люди /ljudi/                                       | /l/            | 13    |
| М                                             | м         |                           | эм /ɛm/                       | мыслѣте /mɨsletʲje/                                | /m/            | 14    |
| Н                                             | н         |                           | эн /ɛn/                       | нашъ /naʃ/                                         | /n/            | 15    |
| О                                             | о         |                           | О /o/                         | онъ /on/                                           | /o/            | 16    |
| П                                             | п         |                           | пэ /pɛ/                       | покой /pokoj/                                      | /p/            | 17    |
| Р                                             | р         |                           | эр /ɛr/                       | рцы /rt͡sɨ/                                         | /r/            | 18    |
| С                                             | с         |                           | эс /ɛs/                       | слово /slovo/                                      | /s/            | 19    |
| Т                                             | т         |                           | тэ /tɛ/                       | твердо /tvʲjerdo/                                  | /t/            | 20    |
| У                                             | у         |                           | У /u/                         | укъ /uk/                                           | /u/            | 21    |
| Ф                                             | ф         |                           | эф /ɛf/                       | фертъ /fʲjert/                                     | /f/            | 22    |
| Х                                             | х         |                           | ха /xa/                       | хѣръ /xer/                                         | /x/            | 23    |
| Ц                                             | ц         |                           | цэ /t͡sɛ/                      | цы /t͡sɨ/                                           | /t͡s/           | 24    |
| Ч                                             | ч         |                           | че /t͡ʃɛ/                      | червь /t͡ʃervʲ/                                     | /t͡ʃ/           | 25    |
| Ш                                             | ш         |                           | ша /ʃa/                       | ша /ʃa/                                            | /ʃ/            | 26    |
| Щ                                             | щ         |                           | ща /ɕ(ː)a/                    | ща /ɕ(ː)a/                                         | /ɕ(ː)/         | 27    |
| Ъ                                             | ъ         |                           | твёрдый знак /tvʲjordɨj znak/ | еръ /jer/; Yer                                     | Note[N2]       | 28    |
| Ы                                             | ы         |                           | Ы /ɨː/                        | еры /jerɨ/                                         | /ɨ/[N5]        | 29    |
| Ь                                             | ь         |                           | мягкий знак /mʲjaxkij znak/   | ерь /jerʲ/                                         | /ʲ/[N3]        | 30    |
| Э                                             | э         |                           | э оборотное /ɛ oborotnoje/    | –                                                  | /ɛ/            | 31    |
| Ю                                             | ю         |                           | Ю[N4] /ju/                    | ю /ju/                                             | /yu/           | 32    |
| Я                                             | я         |                           | Я /ja/                        | я /ja/                                             | /ya/           | 33    |
| Lettres éliminées en 1918                     |           |                           |                               |                                                    |                |       |
| І                                             | і[N8]     | -                         | -                             | І /iː/                                             | /i/            | -     |
| Ѳ                                             | ѳ[N9]     | -                         | -                             | ѳита /fiːta/                                       | /f/            | -     |
| Ѣ                                             | ѣ[N10]    | -                         | -                             | ять /jatʲ/; Yat                                    | /jɛ/           | -     |
| Ѵ                                             | ѵ[N11]    | -                         | -                             | ижица /iʒɨt͡sa/                                     | /i/            | -     |
| Lettres désuètes depuis le XVIIIe siècle[N18] |           |                           |                               |                                                    |                |       |
| Ѕ                                             | ѕ[N14]    | -                         | -                             | зѣло /zʲjelo/                                      | /d͡z/ ou /z/    | -     |
| Ѯ                                             | ѯ[N12]    | -                         | -                             | кси /ksi/                                          | /ks/           | -     |
| Ѱ                                             | ѱ[N12]    | -                         | -                             | пси /psi/                                          | /ps/           | -     |
| Ѡ                                             | ѡ[N13]    | -                         | -                             | омега /omʲjega/                                    | /o/            | -     |
| Ѫ                                             | ѫ         | -                         | -                             | юсъ большой /jus bolʲʃoj/, grand ious              | /u/, /ju/[N15] | -     |
| Ѧ                                             | ѧ[N15]    | -                         | -                             | юсъ малый /jus malɨj/, petit ious                  | /ja/[N14]      | -     |
| Ѭ                                             | ѭ         | -                         | -                             | юсъ большой іотированный /jus bolʃoj jotirowannɨj/ | /ju/[N15]      | -     |
| Ѩ                                             | ѩ         | -                         | -                             | юсъ малый іотированный /jus malɨj jotirovannɨj/    | /ja/[N15]      | -     |

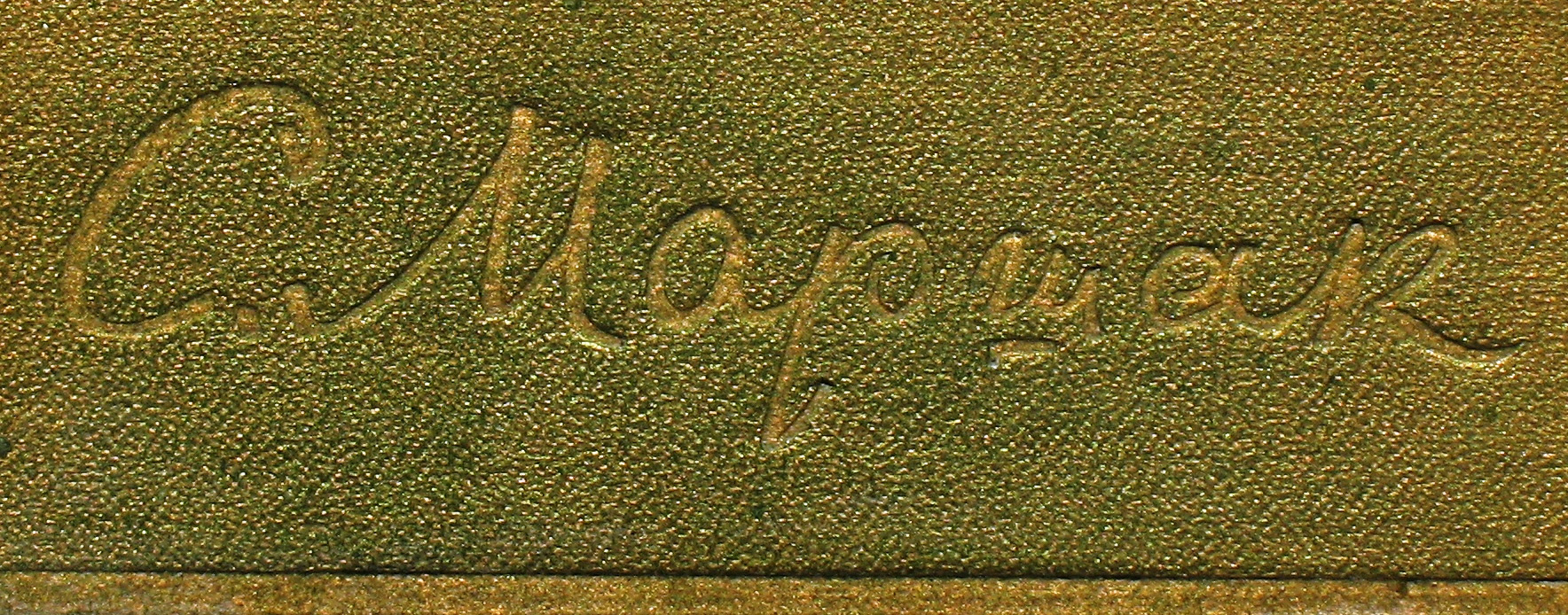
Signature de l'écrivain Samouil Marchak : noter la barre horizontale au-dessous du ш.

En écriture manuscrite cursive, pour mieux différencier les lettres т (tè) et ш (cha), on ajoute souvent une barre horizontale, au-dessus du т et au-dessous du ш.

### Le nom des lettres
N1.  Jusqu’aux environs de 1900, on a désigné les lettres à l’aide de noms mnémoniques hérités du vieux slave. Nous donnons ici les lettres de l’alphabet civil d’après 1708 sous leur forme orthographique d’avant 1918.
La plupart des anciens noms de lettres étant des mots russes, certains[Qui ?] ont prétendu que la lecture de ces noms dans l’ordre traditionnel correspondait à un éloge de l’écriture ou de l’instruction morale[réf. nécessaire] :
| аз буки веди            | Je connais les lettres.                |
| глаголь добро есть      | Parler est un bienfait                 |
| живете зело земля       | Vivez vraiment sur terre               |
| иже и како люди мыслете | qui, car vous pensez comme des hommes, |
| наш он покой            | est destinée à notre tranquillité      |
| рцы слово твердо        | dis le mot fermement                   |
| ук ферт хер цы          | [à partir d'ici...]                    |
| червь ша ер ять юс      | [...le sens est très obscur]           |

### Lettres non vocalisées
N2.  Le signe dur ъ indique que la consonne précédente n'est pas palatisée. Sa prononciation d'origine, disparue au plus tard vers 1400, était celle d'un très court schwa, un e muet, translittéré sous la forme d'un ŭ dans les textes scientifiques et transcrit, dans les textes français ordinaires, à l'aide d'un e muet.
N3.  Le signe mou ь indique que la consonne précédente est palatisée. Sa prononciation d'origine, disparue au plus tard vers 1400, était celle d'un très court schwa palatisée, translittéré sous la forme d'un ĭ dans les textes scientifiques et transcrit, dans les textes français ordinaires, à l'aide d'une apostrophe (exemple, n' = /nʲ/).

### Les voyelles
N4.  Les voyelles е, ё, и, ю, я palatalisent la consonne précédente, toutes — à l’exception du и — sont yodisées (à l’aide d’un [j] qui les précède) en position initiale. Le и était yodisé jusqu'au XIXe siècle.
N5.  Le ы est une ancienne voyelle intermédiaire tendue du slavon commun, bien qu’elle ait été mieux conservée en russe moderne que dans les autres langues slaves. À l’origine, elle était nasalisée à certains endroits:
- Ancien russe : камы /kamɨ̃/
- Russe moderne : камень /kamjenʲ/ (« roche »).

Sa forme écrite s’est développée de la façon suivante :  ъ + і > ꙑ > ы.
N6.  Le э fut introduit en 1708 pour distinguer le [e] du [ʲje]. L'utilisation d'origine fut е pour le /e/ non iotacisé, ѥ ou ѣ pour le /e/ iotacisé, mais le ѥ devint obsolète au XVIe siècle.
N7.  Le ё, introduit par l'historien Nikolaï Karamzine en 1784, marque un /jo/ qui est apparu à partir de /je/ sous l'accent, un phénomène qui perdure aujourd'hui. La lettre ё est optionnelle : cela reste correct d'écrire e à la fois pour /je/ et pour /jo/. Aucune des nombreuses tentatives d'application de l'usage du ё n'a abouti, et de nos jours l'informatique l'a encore plus diminué. Les autorités russes tentent de restaurer l'usage généralisé de cette lettre qui est présente dans plus de 12 500 mots et 2 500 noms de famille.

### Lettres éliminées en 1918
N8.  Le і, identique en prononciation au и, était utilisé uniquement devant une voyelle (par exemple Нью-Іоркъ /nʲju jork/ « New York » et dans le mot міръ /mir/ « monde » et ses composés, pour le distinguer du mot (de même origine étymologique) миръ /mir/ « paix ».
N9.  Le ѳ, tiré du thêta grec, était identique au ф en prononciation, comme en grec byzantin, mais était utilisé étymologiquement.
N10.  Le ѣ ou yat avait à l'origine un son propre, mais vers le milieu du XVIIIe siècle se prononçait comme le е. Depuis son élimination en 1918, il est devenu le symbole de l'ancienne orthographe.
N11.  Le ѵ tiré de l'upsilon grec se prononçait comme le и, comme en grec byzantin, et était utilisé étymologiquement, bien que vers 1918 il eût presque disparu.

### Lettres disparues vers 1750
N12.  Ѯ et ѱ sont respectivement les lettres grecques xi et psi, utilisées étymologiquement mais de manière non pertinente en littérature jusqu'au XVIIIe siècle, et jusqu'à aujourd'hui dans les textes religieux.
N13.  Le ѡ est la lettre grecque oméga, de prononciation identique au о, utilisée dans la littérature séculière jusqu'au XVIIIe siècle, mais encore aujourd'hui dans les textes religieux, principalement pour distinguer des formes qui auraient autrement été écrites de manière identique.
N14.  Le ѕ correspondait à une prononciation primitive de /d͡z/, déjà absent du Slavon de l'est au début de l'ère chrétienne, mais conservé par tradition dans certains mots jusqu'au XVIIIe siècle en littérature séculière, et jusqu'à aujourd'hui dans les textes religieux.
N15.  Le grand ious et le petit ious étaient déjà devenus, d'après la reconstruction linguistique, inutiles pour la phonologie du slave de l'est au début de l'ère chrétienne, mais furent introduits avec le reste de l'alphabet cyrillique. Ѭ et ѩ disparurent vers le XIIe siècle. Le Ѭ continua à être utilisé jusqu'au XVIe siècle. Son usage fut ensuite restreint à une lettre dominicale dans les tables de Pâques. L'usage du XVIIe siècle du ѫ et du ѧ survit dans les textes religieux.
N16.  Le ѧ fut adapté pour représenter le /ja/ я au milieu ou à la fin d'un mot; la lettre moderne я est une adaptation de sa forme cursive du XVIIe siècle.
N17.  Jusqu'en 1708, le /ja/ était noté ꙗ au début d'un mot. Cette distinction entre ѧ et ꙗ survit dans les textes religieux.
N18.  Bien qu'il soit généralement admis que les lettres qualifiées de « tombées en désuétude au XVIIIe siècle » furent éliminées lors de la réforme de 1708, la réalité est plus complexe. Ces lettres étaient en fait omises de l'alphabet standard présenté par l'édit de Pierre le Grand, ainsi que la lettre moderne и, mais furent restituées sous la pression de l'Église orthodoxe russe. Elles finirent néanmoins par disparaître complètement vers 1750 de la langue séculière.

### Valeurs numériques
N19.  Les valeurs numérales correspondent à celles du grec, le Ѕ étant utilisé pour le digamma, le Ч pour le koppa, et le Ц comme le sampi. Ce système fut abandonné en 1708, après une période de transition d'environ un siècle.

## Fonctionnement de l'alphabet et orthographe
La notation du russe au moyen du cyrillique est relativement claire, et facilitée par la quantité peu importante de mots prononcés autrement qu'ils ne s'écrivent, si du moins l'on ne considère que les consonnes. Bien qu'il existe de nombreux archaïsmes dans la prononciation (les consonnes finales, par exemple, sont toutes dévoisées mais l'orthographe ne l'indique pas, non plus que les autres assimilations comme le dévoisement des consonnes les unes au contact des autres), l'orthographe du russe n'a rien de comparable avec celles, très complexes et peu régulières, de langues comme l'anglais ou le français. L'histoire de l'alphabet cyrillique, pourtant, est aussi longue que celle des lettres latines telles qu'utilisées pour noter les langues modernes. Cependant, la notation du russe a, au cours du temps, été simplifiée, de sorte que sa lecture et son orthographe soient aisées pour un russophone moyen.

### Des voyelles ambigües
Malgré une efficacité avérée de la notation des consonnes, la lecture directe d'un texte n'est cependant pas possible : le lecteur doit connaître pour chaque mot de plus de deux syllabes la place de l'accent tonique afin d'interpréter correctement les voyelles : celles-ci, en effet, connaissent une apophonie par atonie comparable à celle du portugais, du catalan ou de l'occitan et autres langues, parmi lesquelles encore les langues germaniques : les voyelles atones tendent à être neutralisées et perdent leur timbre initial. L'alphabet cyrillique, cependant, hormis dans les ouvrages didactiques, ne note pas la place de cet accent. À titre d'illustration, prenons le mot хорошо ; selon la place de l'accent, il sera réalisé :
- хорошо́ = [xǝrɐ'ʃɔ] ;
- хоро́шо = [xɐ'rɔʃǝ] ;
- хо́рошо = ['xɔrǝʃǝ].

Note : à l'imitation de la marche suivie dans les ouvrages didactiques, les voyelles accentuées seront dans cet article marquées d'un accent aigu. 
Seul le premier signifiant renvoie au signifié de « bon ». Ces mécanismes sont traités en détail dans Apophonie accentuelle en russe.
Cette apophonie existe en soi aussi en bulgare ou en ukrainien, mais est moins marquée qu'en russe.
Cet accent tonique a une importance pour la compréhension d'un mot. Il arrive même qu'un mot ait deux sens différents suivant la place de l'accent tonique. Par exemple: мука́, farine et му́ка, tourment ; замо́к, serrure et за́мок, château fort.

### Écriture syllabique
Une des caractéristiques principales des langues slaves, à savoir la palatalisation des consonnes (réparties entre consonnes « dures » non palatalisées, et « mouillées »), est notée dans cet alphabet d'une manière originale. Dans la majorité des cas, c'est la voyelle suivant une consonne qui indique la présence ou non de la palatalisation et il n'existe pas de signe notant le yod (phonème [j] de yaourt) dans toutes les positions. La lecture est donc relativement syllabique : il faut, pour lire la consonne, lire aussi la voyelle suivante. On retrouve ce procédé avec certaines lettres de l'alphabet latin utilisé en français, comme c ou g dont la réalisation (résultant d'ailleurs d'une ancienne palatalisation dans les langues romanes) devant des voyelles d'avant vaut [s] et [ʒ] au lieu de [k] et [g]. Seule la valeur de la voyelle suivante (ou l'absence de voyelle, du reste) permet de lire la consonne. En russe, le mécanisme est utilisé pour presque toutes les consonnes.
| Timbre | /a/    | /e/    | /o/    | /u/    | /i/   |
| ------ | ------ | ------ | ------ | ------ | ----- |
| Dur    | а [a]  | э [ɛ]  | о [ɔ]  | у [u]  | ы [ɨ] |
| Mou    | я [ʲa] | е [ʲɛ] | ё [ʲɔ] | ю [ʲu] | и [i] |

Chaque timbre vocalique fondamental peut être écrit de deux façons (tableau ci-contre). Chacune indique si la consonne précédente est dure (devant voyelle de première série) ou mouillée (devant voyelle de deuxième série). Si aucune consonne écrite ne précède dans la syllabe (en début de mot ou après une autre voyelle : Плеяды Pleâdy « Pléiades »), il faut suppléer un yod devant une voyelle de deuxième série (sauf pour /i/ и, qui ne conserve un yod à l'initiale que dans les dérivés du pronom de troisième personne, soient им [ʲim], их [ʲix] et ими ['ʲimi]), rien devant une voyelle de première série. Le phonème /i/ est notable : les deux variantes constituent deux allophones réalisés /i/ après consonne mouillée, /ɨ/ après dure. Les autres voyelles subissent un changement de timbre conditionné analogue bien que, de loin, moins important. De plus, les voyelles de deuxième série se divisent en deux catégories : les voyelles naturellement palatales(е et и) et les « yodisées », c'est-à-dire des voyelles non palatales étant le résultat d'une palatalisation secondaire (я, variante de а après consonne mouillée, et ю, celle de у).
Contrairement aux apparences, ё /ʲo/ n'est pas la variante de /o/. Il s'agit du résultat de la vélarisation de /ʲe/ tonique devant une ancienne consonne dure. L'orthographe ne note généralement pas cette modification secondaire : Горбачёв Gorbačëv [gɐrbɐ't͡ʃʲɔf] est le plus souvent écrit Горбачев. Le tréma, cependant, est utilisé pour lever des ambiguïtés, comme dans la paire все [fsʲɛ] « tous » (pluriel du pronom-adjectif весь : « tout ») ~ всё [fsʲɔ] (neutre singulier : « tout »). Pour être prononcé ainsi, un е doit de toute manière être tonique.
Cette notation ne doit pas laisser croire qu'il existe dix voyelles en russe ; en fait, la langue ne possède que six timbres [a, ɛ, i, ɔ, u, ɨ], sachant que le sixième, [ɨ], est secondaire et provient d'une centralisation de /i/ devant consonne dure. C'est l'écriture de ces voyelles qui est double et complexe. Dans certains cas, la variante de deuxième série indique la présence d'une consonne palatalisée précédente voire, quand la voyelle est en début de mot, celle d'une consonne [j]. Dans d'autres, elle n'a qu'un rôle orthographique, principalement quand la consonne qui précède n'existe pas sous les deux variantes, molle ou mouillée. Les consonnes viennent donc par paire d'allophones : dure ~ molle, sauf ш š, ж ž, et ц c, qui sont toujours dures ; щ ŝ et ч č, qui sont toujours molles (mais pas mouillées). L'alphabet ne l'écrit cependant pas au moyen d'un signe de mouillure externe (sauf dans quelques cas requérant l'emploi du jer ь, dont l'emploi est décrit ci-après) mais l'indique par la graphie voulue de la voyelle suivante : [t] est noté par т devant voyelle de première série (та, тэ, ты, то, ту), [tʲ] par la même lettre devant voyelle de deuxième série (тя, те, ти, тё, тю).

### Utilisation desjer

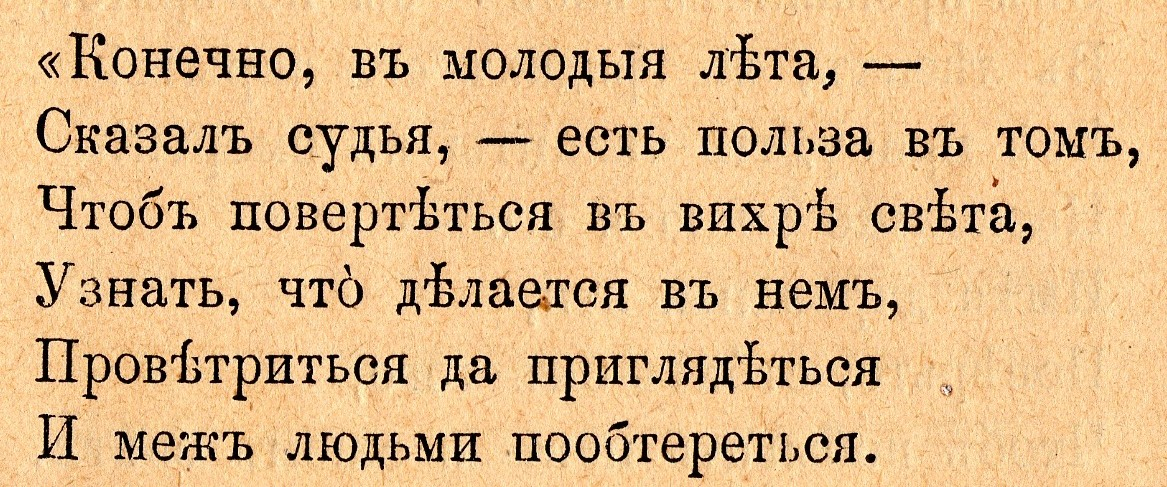
Extrait d'un ouvrage en langue russe de 1902 (antérieur à la réforme orthographique)

Quand aucune voyelle ne suit une consonne mouillée, on écrit un « signe mou » ь après elle : ть [tʲ], si la consonne est dure, un « signe dur » ъ : тъ [t], sauf en fin de mot où tous les signes durs ont été éliminés depuis la réforme de 1917. Ces deux signes, anciennement des voyelles (en vieux slave et, encore, en bulgare), sont nommés jer. La voyelle ы y est constituée de l'union des deux jers, lesquels, à la différence de ы, ne pouvant pas être employés à l'initiale d'un mot, ne possèdent pas de majuscule ; dans un texte en capitales au long, cependant, on écrira bien Ь et Ъ : ШЕСТЬ šest’ [ʃɛstʲ] « six », СЪЕЗД s”ezd [sɛst] « congrès ».
Le passé vocalique de ces deux signes (ь ǐ valait [ĩ], ъ ǔ [ŭ]) est décelable dans des mots où leur utilisation semble superflue, surtout pour ь.
Leur élimination en tant que phonèmes vocaliques est ancienne et s'est manifestée par un amuïssement (principalement quand ces deux voyelles étaient faibles, c'est-à-dire atones ou après un jer en position forte dans la syllabe précédente) ; l'ancienne voyelle molle ь, cependant, a laissé une trace en mouillant, si possible, la consonne précédente : возьму́ voz’mu. L'amuïssement est de règle en fin de mots : щипа́ть ŝipátǐ > ŝipat’ « pincer ». De fait, la lettre ь est devenue un signe auxiliaire sans valeur phonétique propre. Le jer dur ъ, quant à lui, n'a, en fin de mot, laissé aucune trace décelable outre le caractère non mou (donc dur) de la consonne précédente. Encore utilisé comme signe auxiliaire avant 1917, son usage a été oblitéré par celui d'une nouvelle règle orthographique prévoyant que toute consonne finale non suivie d'une voyelle est dure. Il est donc devenu inutile dans cette position : домъ domǔ > домъ dom” > дом dom « maison ». À l'intérieur d'un mot, cependant, il continue à noter le caractère dur de la consonne qui le précède : объя́ть ob”ât’ « embrasser ».
D'autre part, ces deux voyelles en position forte (tonique ou dans la syllabe précédent un jer en position faible) ont pu se vocaliser en е pour la molle, о pour la dure :
- дьнь dǐnǐ > день den’ « jour » ;
- плъть plǔtǐ > плоть plot’ « chair ».

Enfin, le jer mou peut remplacer un ancien [ĩ] devant voyelle yodisée ; il se prononce alors [j] après la consonne molle : судья́ sud’â [su'dʲja] « juge », пью p’û [pʲju] « je bois ».

### Incompatibilités
Pour rappel, ш š, ж ž, et ц c sont toujours dures ; щ ŝ et ч č toujours molles. Les raisons en sont que ces consonnes sont déjà le résultat d'une palatalisation : le yod non écrit s'est mêlé à une première consonne pour donner l'une des cinq consonnes en question. Ainsi, il n'existe pas de щ ŝ dur ou de ž mouillé.
Puisque ces consonnes n'ont qu'un seul allophone, la notation au moyen des deux séries de voyelles est superflue. Elle obéit en effet à des règles dépendant de la grammaire, qui précisent quelle graphie utiliser pour un même phonème vocalique (voire pour l'absence de voyelle qui peut, en fin de mot, être notée par un signe doux ь muet). Il existe une incompatibilité remarquable entre les voyelles yodisées (dont la mouillure est moins stable que celle des autres voyelles molles) я â et ю û et les chuintantes ш š, ж ž, ч č et щ ŝ. Pour chaque consonne concernée, il existe deux graphies ambiguës : devant /o/ (on peut écrire le phonème au moyen de о ou ё), en fin de mot (consonne seule ou avec signe doux ь) :
| Syllabe   | ʃa   | ʃɛ   | ʃɨ   | ʃɔ   | ʃu   | ʃ#   | ʒa     | ʒɛ     | ʒɨ     | ʒɔ     | ʒu     | ʒ#     |
| Graphie 1 | ша   | —    | —    | шо   | шу   | ш    | жа     | —      | —      | жо     | жу     | ж      |
| Graphie 2 | —    | ше   | ши   | шё   | —    | шь   | —      | же     | жи     | жё     | —      | жь     |
|           |      |      |      |      |      |      |        |        |        |        |        |        |
| Syllabe   | t͡ʃʲa | t͡ʃʲɛ | t͡ʃʲi | t͡ʃʲɔ | t͡ʃʲu | t͡ʃʲ# | ʃʲt͡ʃʲa | ʃʲt͡ʃʲɛ | ʃʲt͡ʃʲi | ʃʲt͡ʃʲɔ | ʃʲt͡ʃʲu | ʃʲt͡ʃʲ# |
| Graphie 1 | ча   | —    | —    | чо   | чу   | ч    | ща     | —      | —      | що     | щу     | щ      |
| Graphie 2 | —    | че   | чи   | чё   | —    | чь   | —      | ще     | щи     | щё     | —      | щь     |

La consonne ц c quant à elle n'est suivie que par des voyelles dures (et jamais par le signe doux ь) sauf pour /e/, écrit е et non э. Il existe aussi quelques graphies étymologiques avec un и au lieu de ы ; on prononce cependant bien [ɨ] : цифра ['t͡sɨfrǝ]. Le tableau ci-dessous récapitule les orthographes possibles :
| Syllabe   | t͡sа | t͡sɛ | t͡sɨ  | t͡sɔ | t͡su | t͡s# |
| Graphie 1 | ца  | —   | цы   | цо  | цу  | ц   |
| Graphie 2 | —   | це  | (ци) | —   | —   | —   |

Légende :
L'ensemble « [x]# » se lit « le phomène [x] en fin de mot ».
La notation de i après ш, ж et ц est complexe : on emploie и après les deux premières mais ы après la troisième. Dans tous les cas, ces consonnes étant dures, le phonème est réalisé [ɨ].
Toujours pour des raisons liées à la palatalisation, les incompatibilités suivantes sont notables :
- le phonème /o/ atone ne peut pas suivre ж, ц, ч, ш et щ dans les seules désinences ; il est remplacé par е ;
- le graphème ы (mais non le phonème [ɨ]) ne peut suivre к, г, х, ж, ч, ш et щ ; il est remplacé par и, notant [i] ou [ɨ] après les consonnes nécessairement dures ;
- les graphèmes я et ю ne peuvent suivre к, г, х, ц ж, ч, ш et щ ; ils sont remplacés par а et у.

### Mise en italique
La mise en italique de l'alphabet cyrillique conduit à l'utilisation de la cursive cyrillique, ce qui induit des différentes graphies particulièrement distinctes, en particulier sur les minuscules и et т.

Exemple de la mise en italique de la alphabet cyrillique.
Les lettres les plus différenciées sont indiquées en surbrillance grise.